# Talbot 110
La 110 è un'autovettura di fascia alta prodotta dal 1933 al 1936 dalla Casa automobilistica anglo-francese Talbot.

## Profilo
Fu una delle poche Talbot realizzate in Inghilterra subito prima della Seconda guerra mondiale. La produzione Talbot inglese in quel periodo era sotto il controllo della Rootes.

La 110 era una vettura di lusso che fu prodotta appena in 56 esemplari, un po' per il prezzo non alla portata di tutti, ma anche perché il periodo non era dei migliori dal punto di vista economico un po' in tutto il mondo.

Della vettura veniva realizzato il telaio, che solo in un secondo momento veniva "vestito" dai carrozzieri dell'epoca.

La 110 montava un motore a 6 cilindri da 3377 cm³ in grado di erogare una potenza massima di 120 CV e di far raggiungere alla vettura la velocità massima di quasi 180 km/h.
Fu l'ultima Talbot appartenente alla serie di Roesch iniziata nel 1927 con la Talbot 14/45HP.
Venne tolta di produzione nel 1936.